# Charles Read
Charles Frederick Read (9 de outubro de 1918 – 17 de setembro de 2014) foi um militar australiano que serviu na Real Força Aérea Australiana, chegando a ser Chefe de Estado-maior entre 1972 e 1975.
Nascido em Sydney, entrou para a RAAF em 1937 e começou a sua carreira como piloto de caças biplanos. Como piloto de aviões Beaufighter, liderou o Esquadrão N.º 31 e a Asa N.º 77 durante a Segunda Guerra Mundial. A sua prestação de serviço valeu-lhe uma Distinguished Flying Cross. No pós-guerra, desempenhou várias funções de chefia e comando até ser promovido a Air Marshal e tomado posso do cargo de Chefe de Estado-maior, sucedendo a Colin Hannah.